# Aaron McIntosh
Aaron John McIntosh (Auckland, 7 de enero de 1972) es un deportista neozelandés que compitió en vela en la clase Mistral. 
Participó en dos Juegos Olímpicos de Verano, obteniendo una medalla de bronce en Sídney 2000, en la clase Mistral, y el cuarto lugar en Atlanta 1996. Ganó seis medallas en el Campeonato Mundial de Mistral entre los años 1993 y 2000.

## Palmarés internacional
| \| Juegos Olímpicos \| Juegos Olímpicos \| Juegos Olímpicos \| Juegos Olímpicos \| \| Año \| Lugar \| Medalla \| Clase \| \| ------------------ \| -------------------------- \| ----------------- \| ---------------- \| \| 2000 \| Sídney (Australia) \| Medalla de bronce \| Mistral \| \| Campeonato Mundial \| \| \| \| \| Año \| Lugar \| Medalla \| Clase \| \| 1993 \| Kashiwazaki (Japón) \| Medalla de plata \| Mistral \| \| 1994 \| Gimli (Canadá) \| Medalla de oro \| Mistral \| \| 1995 \| Port Elizabeth (Sudáfrica) \| Medalla de bronce \| Mistral \| \| 1997 \| Perth (Australia) \| Medalla de oro \| Mistral \| \| 1998 \| Brest (Francia) \| Medalla de oro \| Mistral \| \| 2000 \| Mar del Plata (Argentina) \| Medalla de plata \| Mistral \| |                            |                   |         |
| Juegos Olímpicos |                            |                   |         |
| Año | Lugar                      | Medalla           | Clase   |
| 2000 | Sídney (Australia)         | Medalla de bronce | Mistral |
| Campeonato Mundial |                            |                   |         |
| Año | Lugar                      | Medalla           | Clase   |
| 1993 | Kashiwazaki (Japón)        | Medalla de plata  | Mistral |
| 1994 | Gimli (Canadá)             | Medalla de oro    | Mistral |
| 1995 | Port Elizabeth (Sudáfrica) | Medalla de bronce | Mistral |
| 1997 | Perth (Australia)          | Medalla de oro    | Mistral |
| 1998 | Brest (Francia)            | Medalla de oro    | Mistral |
| 2000 | Mar del Plata (Argentina)  | Medalla de plata  | Mistral |